# جان روبن
جان روبن (بالفرنسية: Jean Robin)‏ هو كاتب ومترجم فرنسي، ولد في 1946 في باريس في فرنسا.